# Claus Jørgensen (kapgænger)
 For alternative betydninger, se Claus Jørgensen. (Se også artikler, som begynder med Claus Jørgensen)
Claus Jørgensen (født 15. marts 1974 i Randers) er en tidligere dansk kapgænger. Han var i perioden fra 1990 til 2001 blandt Danmarks bedste kapgængere. Han har deltaget ved Junior-EM, Junior-VM, EM, VM og OL. Hans bedste tid på 20km var 1,22,18 som han gik 1996 hvilket også er dansk rekord. Har gennem sin karriere sat officiel dansk rekord 45 gange, nordisk ungdomsrekord for 16-17 årige en gang og en enkelt verdensrekord for juniorer. Han har vundet 27 Danske Mesterskaber.

## Internationale mesterskaber
- 1999 VM 20km gang 23. plads 1,34,47
- 1998 EM 20km gang 14. plads
- 1997 VM 20km gang DNF
- 1996 OL 20km gang 29. plads 1,25,28
- 1994 EM 20km gang 16. plads 1,25,29

Internationale ungdomsmesterskaber
- 1993 JEM 10000 meter gang, DNF pga sygdom.
- 1992 JVM 10000 meter gang 8.plads 41,57,48
- 1991 JEM 10000 meter gang 16.plads

## Udvalgte tider som pr. 1.1.2020 stadig er gældende Danske Rekorder
3.000 m indendørs                    11:53,9 (1994)
5.000 m. Indendørs                   20:11,0 (1997)
10.000 m indendørs                  42:33,4 (1994)
5.000 m.                                    19:56,6 (1998)
10.000 m.                                  40:03,5 (1999)
15.000 m.                               1:04:11,3 (1998)
20.000 m.                               1:25:51 (2000)
1 times gang                        13.847 m (1999)
10 km landevej                         40:58 (1996)
15 km landevej                      1:01:44 (1996)
20 km landevej                      1:22:18 (1996)
30 km landevej                      2:15:52 (1994)

## Danske mesterskaber
Denne liste er ufuldstændig; hjælp gerne med at udfylde den.
- Guld 2001 30 km gang 2,30,06
- Guld 1999 30 km gang 2,16,06
- Sølv 1999 5000 meter gang inde 20,38,9
- Guld 1998 30 km gang 2,27,23
- Guld 1998 5000 meter gang inde 20,27,1
- Guld 1997 30 km gang 2,23,13
- Guld 1997 5000 meter gang inde 20,11,0
- Guld 1996 30 km gang 2,26,26
- Guld 1995 5000 meter gang inde 20,34,9
- Guld 1994 30 km gang 2,15,52
- Guld 1994 5000 meter gang inde 20,14,9
- Guld 1993 5000 meter gang inde 20,52,0
- Guld 1992 5000 meter gang inde 21,22,0